# 1999 w nauce

## Astronomia
- John Bahcall – Nagroda Henry Norris Russell Lectureship przyznawana przez American Astronomical Society.
- Roger Blandford – Nagroda Dannie Heineman Prize for Astrophysics przyznawana przez American Astronomical Society.

## Nagrody Nobla
- Fizyka – Gerardus ’t Hooft, Martinus J.G. Veltman
- Chemia – Ahmed Hassan Zewail
- Medycyna – Günter Blobel